# Nuoto in acque libere ai campionati mondiali di nuoto 2011 - 5 km femminili
La gara dei 5 km in acque libere femminile ai campionati mondiali di nuoto 2011 si è svolta la mattina del 22 luglio 2011 nel mare di fronte a Jinshan City Beach, la spiaggia del distretto di Jinshan, di Shanghai, in Cina, e vi hanno partecipato 42 atlete.

## Medaglie
| Posizione | Atleta                | Paese       |
| --------- | --------------------- | ----------- |
|           | Swann Oberson         | Svizzera    |
|           | Aurélie Muller        | Francia     |
|           | Ashley Grace Twichell | Stati Uniti |

## Risultati
| Pos. | Atleta                         | Nazionalità   | Tempo        |
| ---- | ------------------------------ | ------------- | ------------ |
|      | Swann Oberson                  | Svizzera      | 1:00:39.7    |
|      | Aurélie Muller                 | Francia       | 1:00:40.1    |
|      | Ashley Grace Twichell          | Stati Uniti   | 1:00:40.2    |
| 4    | Rachele Bruni                  | Italia        | 1:00:42.2    |
| 5    | Ekaterina Seliverstova         | Russia        | 1:00:44.1    |
| 6    | Ophelie Aspord                 | Francia       | 1:00:44.9    |
| 7    | Ana Marcela Cunha              | Brasile       | 1:00:46.7    |
| 8    | Danielle de Francesco          | Australia     | 1:00:46.8    |
| 9    | Cara Baker                     | Nuova Zelanda | 1:00:47.3    |
| 10   | Jana Pechanová                 | Rep. Ceca     | 1:00:47.4    |
| 11   | Poliana Okimoto                | Brasile       | 1:00:48.3    |
| 12   | Eva Fabian                     | Stati Uniti   | 1:00:50.0    |
| 13   | Elizaveta Gorshkova            | Russia        | 1:00:50.4    |
| 14   | Alice Franco                   | Italia        | 1:00:50.7    |
| 15   | Teja Zupan                     | Slovenia      | 1:00:52.6    |
| 16   | Isabelle Härle                 | Germania      | 1:00:52.9    |
| 17   | Shi Yu                         | Cina          | 1:01:00.3    |
| 18   | Marta Recio Paneque            | Spagna        | 1:01:01.9    |
| 19   | Isabell Donath                 | Germania      | 1:01:06.2    |
| 20   | Wang Hefei                     | Cina          | 1:01:06.8    |
| 21   | Bonnie MacDonald               | Australia     | 1:01:08.3    |
| 22   | Inha Kotsur                    | Azerbaigian   | 1:01:15.4    |
| 23   | Zaira Edith Cardenas Hernandez | Messico       | 1:01:19.3    |
| 24   | Iris Matthey                   | Svizzera      | 1:01:21.5    |
| 25   | Alona Berbasova                | Ucraina       | 1:01:22.6    |
| 26   | Zsofi Balazs                   | Canada        | 1:01:39.0    |
| 27   | Yanel Pinto                    | Venezuela     | 1:01:44.6    |
| 28   | Lizeth Rueda Santos            | Messico       | 1:01:52.1    |
| 29   | Nadine Williams                | Canada        | 1:02:06.8    |
| 30   | Katia Barros                   | Ecuador       | 1:02:19.7    |
| 31   | Ayano Koguchi                  | Giappone      | 1:03:20.2    |
| 32   | Nataly Caldas                  | Ecuador       | 1:04:40.7    |
| 33   | Nicole Brits                   | Sudafrica     | 1:04:53.1    |
| 34   | Chan Fiona On Yi               | Hong Kong     | 1:04:53.2    |
| 35   | Yessy Venisia Yosaputra        | Indonesia     | 1:04:56.1    |
| 36   | Cindy Toscano                  | Guatemala     | 1:05:04.1    |
| 37   | Laila El Basiouny              | Egitto        | 1:06:15.3    |
| 38   | Jessica Roux                   | Sudafrica     | 1:07:46.2    |
| 39   | Merna Mohamed                  | Egitto        | 1:10:23.4    |
| –    | Cassandra Lily Patten          | Regno Unito   | ritirata     |
| –    | Annisa Fabiola                 | Indonesia     | non partita  |
| –    | Kalliopi Araouzou              | Grecia        | squalificata |
| –    | Yumi Kida                      | Giappone      | squalificata |